# Szlarnik krzywodzioby
Szlarnik krzywodzioby (Zosterops olivaceus) – gatunek małego ptaka z rodziny szlarników (Zosteropidae). Jest endemitem wyspy Reunion. Według IUCN jest to gatunek najmniejszej troski.

## Systematyka
Gatunek ten po raz pierwszy zgodnie z zasadami nazewnictwa binominalnego opisał w 1766 roku szwedzki przyrodnik Karol Linneusz w 12. edycji fundamentalnej pracy – Systema Naturae. Autor nadał gatunkowi nazwę Certhia olivacea, błędnie wskazał Madagaskar jako miejsce typowe. Gatunek monotypowy. Chociaż szlarnik maurytyjski (Zosterops chloronothos) często uważany jest za jego podgatunek, ale ich głos i zachowania są różne.

### Etymologia
- Zosterops (Fosterops): gr. ζωστηρ zōstēr, ζωστηρος zōstēros „pas”; ωψ ōps, ωπος ōpos „oko”[9].
- olivaceus: łac.  olivaceus „oliwkowozielony”, od łac. oliva „oliwa”[10].

## Morfologia
Mały ptak o szpiczastym, zakrzywionym, stosunkowo długim, szarawym dziobie. Nogi i stopy szarawe. Tęczówki ciemnobrązowe. Nie występuje dymorfizm płciowy. Obie płcie mają górne części ciała matowe ciemnooliwkowozielone. Okolice dzioba czarne, czoło szaro-czarne, wokół oczu charakterystyczne białe obrączki oczne, przerwane czarniawą kropką od strony dzioba. Reszta głowy ciemnoszara, kark i góra grzbietu, plecy i zad oliwkowozielone. Podgardle, gardło, szyja, pierś i górne części brzucha oliwkowoszare, jaśniejsze niż wierzch ciała. Boki i brzuch szare z brązowawym odcieniem na bokach. Pokrywy podogonowe szaro-żółtawe. Skrzydła oliwkowozielone z czarniawymi brzegami lotek. Ogon krótki, oliwkowozielony z czarnymi brzegami sterówek. Młode osobniki nie mają białych obrączek ocznych, mają zieloną głowę podobną do reszty upierzenia. Długość ciała 11 cm, masa ciała 7,7–11,4 g.

## Zasięg występowania
Szlarnik krzywodzioby występuje tylko na wyspie Reunion. Zasięg występowania (EOO, Extent of Occurrence) według szacunków organizacji BirdLife International obejmuje około 2700 km².

## Ekologia
Jego głównym habitatem są wyżynne i górskie lasy pierwotne na wysokościach nawet do 3000 m n.p.m. z wyjątkiem lasu mglistego na zachodzie wyspy. Najchętniej przebywa do wysokości występowania kwiatów z rodzaju dziurawiec (Hypericum) i szupin (Sophora) tj. do około 2300 m n.p.m. Rzadko spotykany poniżej 500 m n.p.m. Jest gatunkiem osiadłym. Długość pokolenia jest określana na 2,58 roku.
Dieta tego gatunku składa się głównie z nektaru i owadów. Nektar uzyskuje z różnych gatunków roślin. Jednak najbardziej preferowanym jest nektar z kwiatów rodzaju dziurawiec, który jest najbardziej rozpowszechniony na wysokości ponad 1500 m n.p.m. Drugim pod względem wyboru przez ten gatunek jest nektar Sophora denudata. W przypadku tego gatunku kwitnienie jest krótsze. Szlarnik krzywodzioby spija także nektar z introdukowanych roślin m.in. jeżyny Rubus moluccanus, Aphloia theiformis, roślin z rodzaju fuksja czy czapetki jambos (Syzygium jambos). Odnotowano zjadanie różnych słodkich owoców przez ptaki trzymane w niewoli. Zazwyczaj występuje w izolowanych parach.

### Rozmnażanie
Sezon lęgowy przypada na okres od czerwca do stycznia. W lęgu zazwyczaj 2–3 blade niebieskozielone jaja. Brak innych informacji.

## Status zagrożenia
W Czerwonej księdze gatunków zagrożonych Międzynarodowej Unii Ochrony Przyrody gatunek ten został zaliczony do kategorii LC (ang. Least Concern – gatunek najmniejszej troski). Liczebność populacji jest szacowana na więcej niż 67 tys., a mniej niż 100 tys. dorosłych osobników. BirdLife International ocenia trend liczebności populacji jako trudny do określenia z powodu niepewności na wpływ  zmian habitatu na ten gatunek.